# Aéroport de Grenoble-Alpes-Isère
Pour les articles homonymes, voir Aéroport de Grenoble et GNB.
L'aéroport de Grenoble-Alpes-Isère (code IATA : GNB • code OACI : LFLS), ou aéroport de Grenoble Alpes Isère, anciennement appelé Grenoble-Saint-Geoirs et Aéroport Grenoble-Isère, est un aéroport desservant la métropole de Grenoble et le département de l'Isère dont les stations de sports d'hiver à forte notoriété comme l'Alpe d'Huez, les Deux Alpes ou Villard-de-Lans.
Située à 40 km au nord-ouest de Grenoble, la plateforme aéroportuaire est installée sur le territoire de la commune de Saint-Étienne-de-Saint-Geoirs.
Avec 345 128 voyageurs en 2017, l'aéroport Grenoble Alpes Isère se classe au 34e rang national. Il appartient actuellement au conseil départemental de l'Isère, qui en a confié la gestion à la Société d’exploitation de l’aéroport de Grenoble (SEAGI) constituée par Vinci Airports, filiale de l'entreprise Vinci. Son trafic est fortement concentré sur la saison hivernale, pour un public international qui pratique les sports d'hiver. En 2017, près de 52 % de son trafic passagers était réalisé par des compagnies aériennes à bas prix.

## Présentation générale et historique

### Géographie
L'aéroport s'étend sur 200 ha, et est situé essentiellement sur la commune de Saint-Étienne-de-Saint-Geoirs, mais aussi sur celles de Brézins, Gillonnay et de Saint-Hilaire-de-la-Côte, dans la plaine de la Bièvre. Également positionné aux limites de la région naturelle des Terres froides, située à l'est, l'altitude de la piste est 180 mètres plus élevée que la ville de Grenoble.

### Histoire

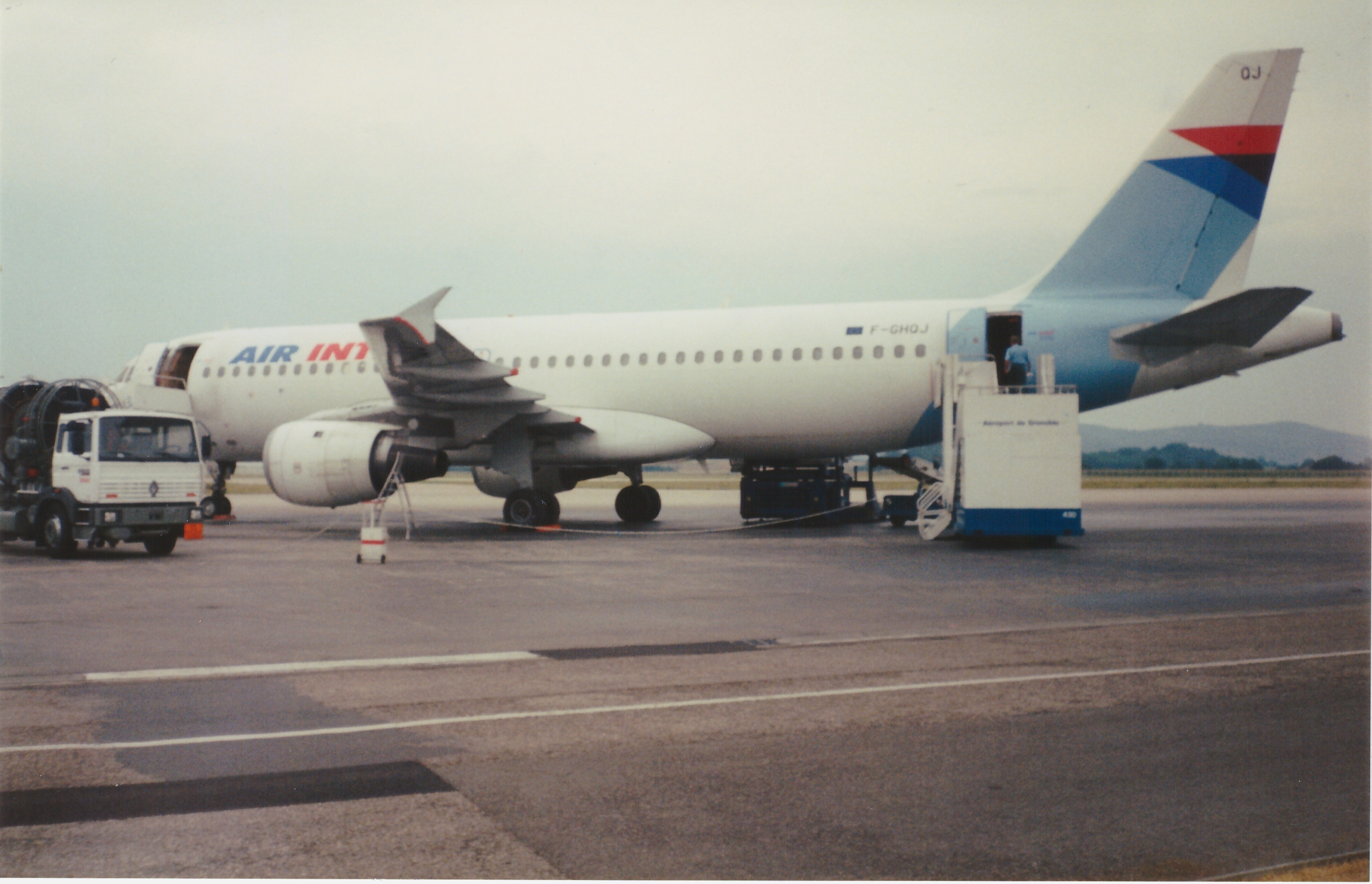
Un Airbus A320 d'Air Inter sur la piste en 1993.

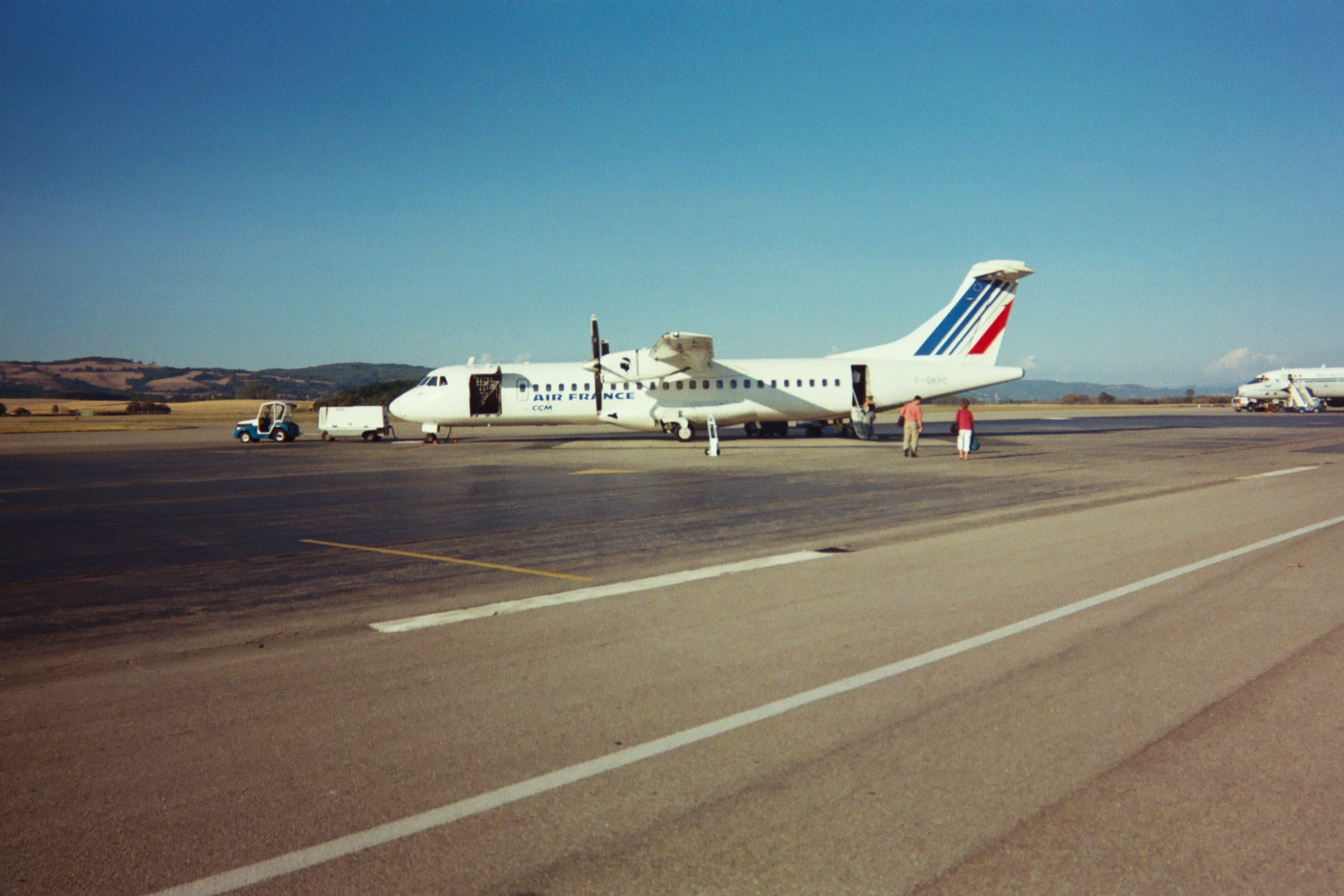
Un ATR 72 d'Air France sur la piste en 2003.

Logotype de la compagnie Grenobloise Sinair

#### 1938-1966
De 1938 à 1966 le terrain sert pour les militaires comme piste atterrissage puis de point de dépôt. Pendant cette période Grenoble utilise l'aéroport de Grenoble-Mermoz à proximité immédiate de l'agglomération.

#### 1967-2003
La décision de construire un nouvel aéroport a été prise dans le cadre de la candidature de Grenoble à l'organisation des Jeux olympiques d'hiver de 1968. Les travaux d'un aéroport commercial démarrent en 1966. Mais l'État ne participe pas au financement de sa construction car il considère que ce projet entre en concurrence avec le futur aéroport de Lyon-Satolas dans le cadre de l'aménagement régional, à l'encontre du principe de centralisation et de concentration financière.
Ce projet se concrétise en décembre 1967, lors de la fermeture définitive de l'aéroport de Grenoble-Mermoz et de l'ouverture au public de l'« aéroport de Grenoble-Saint-Geoirs » le 16 novembre 1967.
En 1967, la compagnie Air Alpes effectue la ligne régulière Chambéry-Grenoble-Nice-Ajaccio en DHC-6 Twin Otter, en 1970, la ligne Chambéry-Grenoble-Nice en Beechcraft 99, Grenoble-Alpe d'Huez en Pilatus PC-6. En 1971, Air Alpes fait de Grenoble, sa plateforme de correspondance vers le Sud de la France (Marseille, Saint-Etienne, Toulouse...). La compagnie Air Dauphiné quant à elle, effectue les lignes vers Lyon et Paris-Le Bourget. Air Inter s'installe sur l'aéroport à l'ouverture avec une ligne vers Paris-Orly.
La compagnie aérienne Sinair fondée par le pilote Jean-Claude Sinour s'installe sur l'aéroport de Grenoble en 1980 (jusqu'en 1997 ou elle sera vendue à Pan Européenne Air Service basée sur l'aéroport de Chambéry). Elle assure le transport à la demande en Beechcraft King Air ou jet Citation I et les transports sanitaires (Evasan) en collaboration avec le SAMU 38. Cette compagnie a fait la une des médias dans l'affaire d'abus de biens sociaux de l'ancien député-maire RPR de Grenoble et ancien ministre Alain Carignon dans les années 1980-1990,.
Durant les années 1990, le Concorde est venu faire deux vols de démonstration sur l'aéroport, le 21 avril 1996 puis le 18 avril 1998. L'aéroport de Grenoble-Saint-Geoirs, propriété du Conseil Général de l'Isère, sera confié successivement à la Chambre de commerce et d'industrie de Grenoble, puis à celle de Lyon jusqu'en 2003.

#### 2004 - 2008
Le 1er janvier 2004 l'aéroport est nommé « Aéroport Grenoble-Isère » à la suite de la décision du Conseil Général de confier, dans le cadre d’une délégation de service public d'une durée de cinq ans, la gestion et le développement de l’aéroport à une société de droit privé spéciale : la SEAGI (Société d’Exploitation de l’Aéroport de Grenoble-Isère) constituée par l'entreprise de BTP Vinci et le gestionnaire de transports publics Keolis.
Les aéroports de Grenoble-Isère et Chambéry-Savoie ont accueilli l'édition 2008 du forum Low-cost French Connect.

#### Depuis 2009
Le 1er janvier 2009, à la suite des cinq années de la délégation de service public à la SEAGI, le Conseil Général de l'Isère décide d'attribuer la gestion et l'exploitation de l'aéroport à Vinci Airports, pour une durée de quatorze ans et six mois (afin de tenir compte du décalage lié à la saison hivernale). Fin 2016, l'aéroport est nommé « Aéroport Grenoble-Alpes-Isère ».
L'aéroport de Grenoble-Alpes-Isère, se positionne en 2019 comme le troisième aéroport de la région Auvergne-Rhône-Alpes, derrière ceux de Lyon-Saint-Exupéry et de Clermont-Ferrand Auvergne. Il entretient un partenariat de déroutement réciproque avec l'aéroport de Lyon-Saint-Exupéry, en cas de mauvais temps sur l'un ou l'autre aéroport, sachant qu'il n'y a que 40 minutes de trajet par la route entre les deux plateformes.

## Infrastructures et équipements

### Aérogares

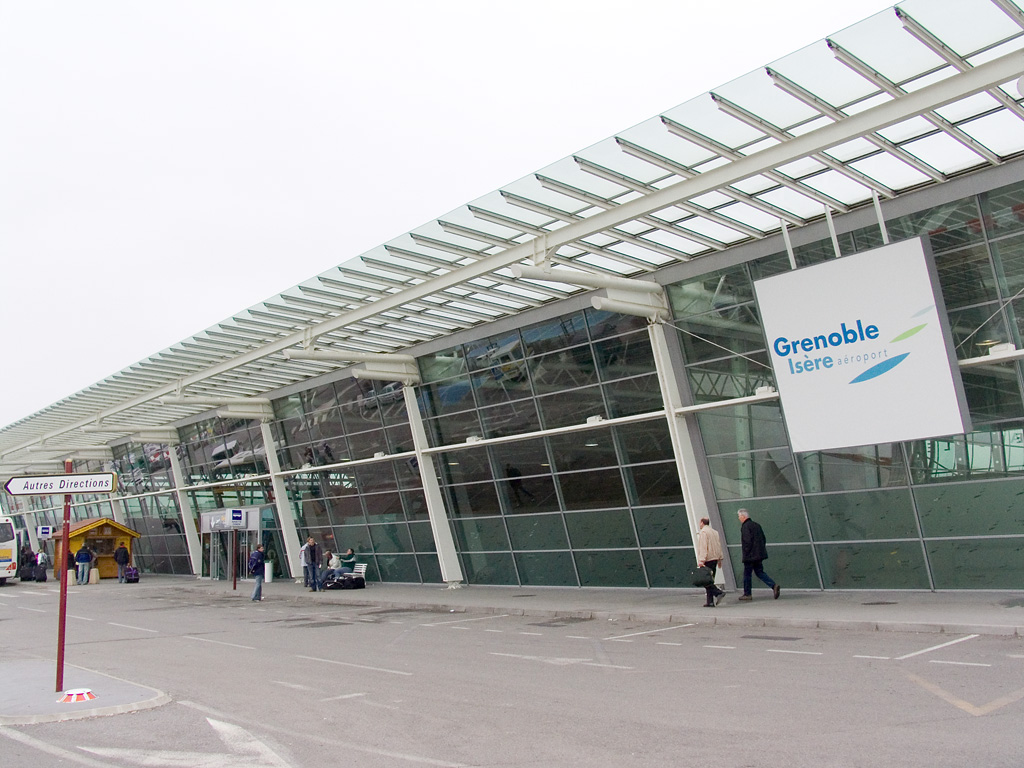
Entrée principale de l'aérogare.

Trois terminaux voyageurs pouvant accueillir jusqu’à 1 million de passagers par an :
- Terminal D « Départ », (capacité horaire de 1 800 passagers) ;
- Terminal A « Arrivée » ;
- Terminal B « Business ».

Les terminaux sont équipés de plusieurs boutiques et restaurants, de salons VIP, de distributeurs de billets, et d'un accès Wifi. De plus, il est possible de louer des voitures directement sur place.

### Aires de trafic

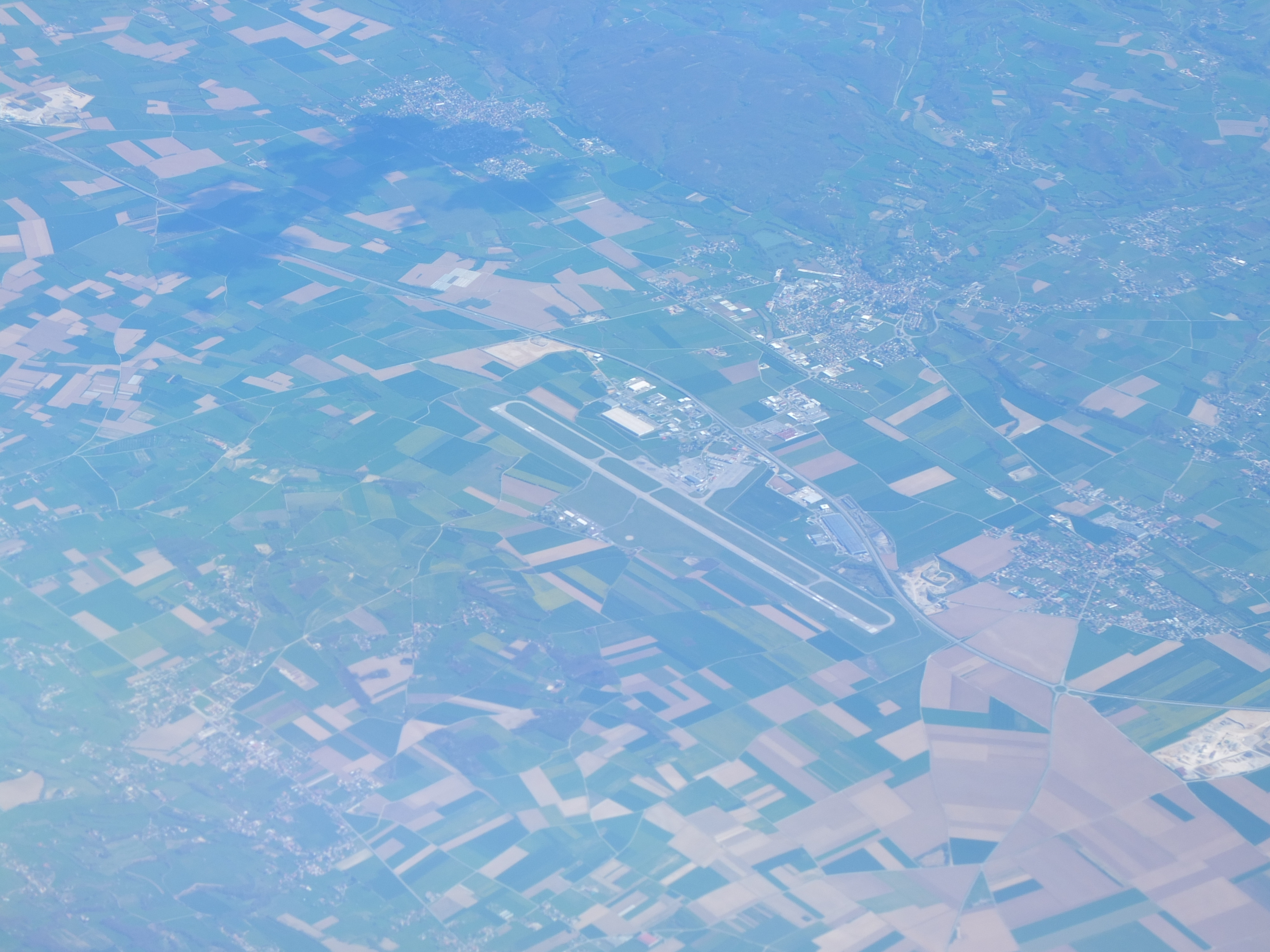
Vue aérienne de l'aéroport de Grenoble.

Les aires de trafic sont équipées de :
- 2 pistes parallèles :
  - piste principale, 3 050 m × 45 m, orientation 09/27, équipée de l'ILS de catégorie I, utilisée pour les vols commerciaux,
  - piste engazonnée, 900 m × 50 m, orientation 09R/27L, utilisée pour l'aviation de tourisme et de loisirs ;
- 2 parkings réservés à l'aviation commerciale :
  - le parking CHARLIE de 45 000 m2,
  - le parking ALPHA de 25 000 m2.

## Fréquentation
Le tableau ci-dessous récapitule l'évolution du trafic passagers de ces dernières années.
Le graphique qui aurait dû être présenté ici ne peut pas être affiché car il utilise l'ancienne extension Graph, désactivée pour des questions de sécurité. Des indications pour créer un nouveau graphique avec la nouvelle extension Chart sont disponibles ici.

Voir la requête brute et les sources sur Wikidata.
| Évolution du trafic passagers          | Évolution du trafic passagers | Évolution du trafic passagers | Évolution du trafic passagers | Évolution du trafic passagers | Évolution du trafic passagers | Évolution du trafic passagers |
| Année                                  | National                      | International                 | Transit                       | Total                         | Évolution                     | Dont compagnies à bas prix    |
| -------------------------------------- | ----------------------------- | ----------------------------- | ----------------------------- | ----------------------------- | ----------------------------- | ----------------------------- |
| 1997                                   | 231 054                       | 40 996                        | 202                           | 272 252                       | -                             | -                             |
| 1998                                   | 229 053                       | 66 706                        | 282                           | 296 041                       | + 8,7 %                       | -                             |
| 1999                                   | 203 306                       | 53 324                        | 1 378                         | 258 008                       | - 12,8 %                      | -                             |
| 2000                                   | 182 825                       | 75 413                        | 790                           | 259 028                       | + 0,4 %                       | -                             |
| 2001                                   | 135 551                       | 88 363                        | 231                           | 224 145                       | - 13,5 %                      | -                             |
| 2002                                   | 153 196                       | 111 381                       | 888                           | 265 465                       | + 18,4 %                      | -                             |
| 2003                                   | 90 983                        | 87 102                        | 431                           | 178 516                       | - 32,8 %                      | -                             |
| 2004                                   | 58 282                        | 145 265                       | 567                           | 204 114                       | + 14,3 %                      | -                             |
| 2005                                   | 2 056                         | 268 929                       | 422                           | 271 407                       | + 33 %                        | 96 075                        |
| 2006                                   | 2 743                         | 427 698                       | 2 492                         | 432 933                       | + 59,5 %                      | 199 612                       |
| 2007                                   | 2 019                         | 466 557                       | 1 082                         | 469 658                       | + 8,5 %                       | 277 789                       |
| 2008                                   | 1 944                         | 465 829                       | 2 004                         | 469 777                       | 0 %                           | 242 477                       |
| 2009                                   | 3 282                         | 451 897                       | 883                           | 456 062                       | - 2,9 %                       | 195 526                       |
| 2010                                   | 2 434                         | 350 937                       | 2 536                         | 355 907                       | - 22 %                        | 130 628                       |
| 2011                                   | 1 880                         | 333 878                       | 1 081                         | 336 839                       | - 5,4 %                       | 112 268                       |
| 2012                                   | 1 586                         | 311 688                       | 909                           | 314 183                       | - 6,7 %                       | 117 828                       |
| 2013                                   | 4 396                         | 332 394                       | 813                           | 337 603                       | + 7,5 %                       | 148 480                       |
| 2014                                   | 3 821                         | 316 440                       | 386                           | 320 647                       | - 5 %                         | 139 191                       |
| 2015                                   | 3 582                         | 292 042                       | 450                           | 296 074                       | - 7,7 %                       | 137 438                       |
| 2016                                   | 1 892                         | 302 081                       | 727                           | 304 700                       | + 2,8 %                       | 158 855                       |
| 2017                                   | 1 627                         | 343 269                       | 232                           | 345 128                       | + 13,3 %                      | 179 416                       |
| 2018                                   | 1 461                         | 354 229                       | 524                           | 356 214                       | + 3,2 %                       | 162 152                       |
| 2019                                   | 3 521                         | 304 458                       | 0                             | 307 979                       | - 13.5 %                      | 134 013                       |
| 2020                                   | 2 389                         | 205 447                       | 0                             | 207 836                       | ▼ −32,52 %                    | 118 929                       |
| 2021                                   | 0                             | 11 383                        | 0                             | 11 383                        | ▼ −94,52 %                    | 5 398                         |
| 2022                                   | 649                           | 190 546                       | 0                             | 191 195                       | ▲ +1 579,65 %                 | 114 717                       |
| 2023                                   | 176                           | 242 970                       | 0                             | 243 146                       | ▲ +27,17 %                    | 128 537                       |
| 2024                                   | 1 840                         | 244 792                       | 0                             | 246 632                       | ▲ +1,43 %                     | 144 122                       |
| Sources : Union des Aéroports Français |                               |                               |                               |                               |                               |                               |

## Compagnies aériennes et destinations
| Compagnies      | Destinations                                                                     |
| --------------- | -------------------------------------------------------------------------------- |
| British Airways | En saison : Londres-Gatwick, Londres-Heathrow                                    |
| easyJet         | En saison : Bristol, Édimbourg, Londres-Gatwick, Londres-Luton, Londres-Stansted |
| Jet2.com        | En saison : Birmingham, Londres-Stansted, Manchester, Newcastle                  |
| Ryanair         | En saison : Dublin, Londres-Stansted                                             |
| Wizz Air        | En saison : Londres-Luton, Varsovie-Chopin                                       |

Actualisé le 18/05/2025

## Accès

### Routiers
L'aéroport dispose d'un accès autoroutier par l'A48 via la sortie no 9 (Vienne, La Côte-Saint-André, Rives, Aéroport Grenoble-Isère, Lac de Paladru) de l'axe de Bièvre (D 119).
Il dispose de trois parkings (dont un de longue durée) offrant plus de 1 000 places face aux terminaux et de 60 emplacements pour les bus.

### Transports en commun
L'aéroport est relié à la gare routière de Grenoble par une navette régulière de la compagnie Actibus, en correspondance avec l’ensemble des lignes Cars Région Isère et Transaltitude à destination des stations de ski iséroises.

#### En hiver
La compagnie Ben's Bus relie directement l'aéroport aux stations de ski iséroises.

#### En été
L'aéroport est desservi par deux navettes qui vont en direction des gares routières de Lyon Part-Dieu et de Grenoble.

## Activités

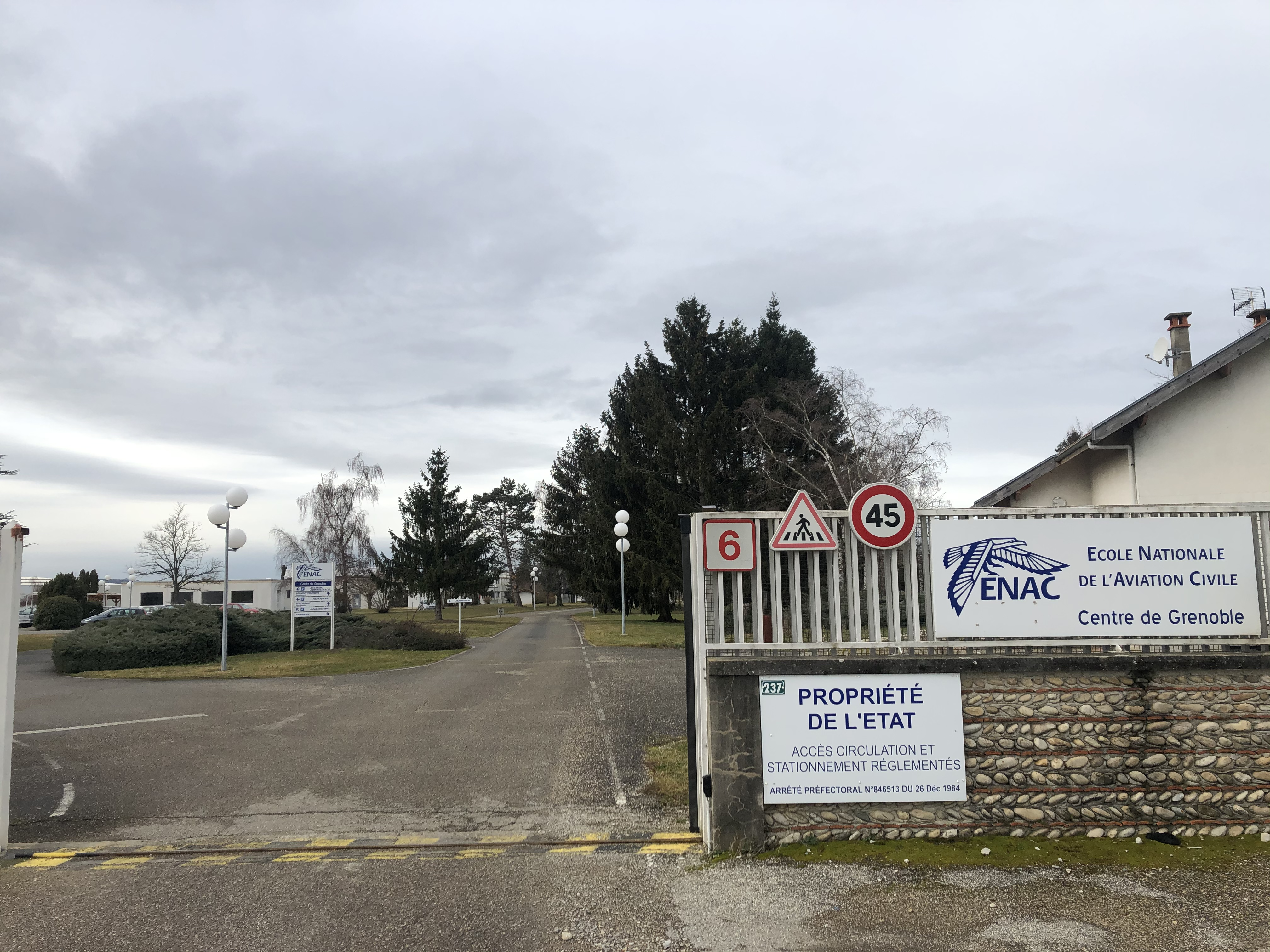
Campus de l'ENAC-Grenoble.

ENACL'aéroport est un des centres historiques de l'École nationale de l'aviation civile (anciennement service d'exploitation de la formation aéronautique - SEFA) réservé à la formation des instructeurs français. En formant 150 pilotes de lignes chaque année, l'école va bénéficier de nouveaux locaux au premier trimestre 2023 avec 5 000 m2 pour la formation et 1 700 m2 de site d'hébergement.
AERALPDepuis 2004, la société AERALP, centre de formation professionnel et compagnie aérienne, est basée sur l’aéroport de Grenoble-Isère. Depuis avril 2016, AERALP et la société AEROSPEED ont fusionné pour créer une nouvelle structure : Aerospeed-Aeralp, qui dispose de douze avions, de deux simulateurs, d’un atelier et d’une compagnie aérienne sur les sites de Valence et de Grenoble.

### Centre école de parachutisme
Le centre école de parachutisme de Grenoble implanté sur l'aéroport de Grenoble-Isère est une structure associative proposant des sauts en tandem, de la formation pour débutant et du perfectionnement. Chaque année, le centre organise des sauts de démonstration lors de la Coupe Icare.

### Aéroclub de Grenoble Alpes Isère et de sa région
L'AGIR (Aéroclub de Grenoble Alpes Isère et de sa Région) est une structure associative créée en 2017, affiliée à la Fédération Française Aéronautique. Il propose la formation au pilotage d'avion (brevet de base et licence PPL) et le perfectionnement (qualifications nuit et montagne), avec une flotte de 3 avions.

### Aéroclub du Dauphiné
Affilié à la Fédération Française Aéronautique, l'aéroclub est une structure associative qui a pour but la formation des pilotes débutant et de perfectionnement. À cet effet, il prépare aux brevets (brevet d'initiation et pilote privé) et aux qualifications particulières (vols de nuit, montagne).